# Gar Samuelson
Gary Charles „Gar“ Samuelson (18. února 1958, Dunkirk, New York, USA – 14. července 1999, Orange City, Florida) byl americký hudebník, nejznámější jako bubeník thrashmetalové kapely Megadeth v letech 1984–1987. Podílel se na prvních dvou studiových albech, Killing Is My Business… and Business Is Good! (1985) a Peace Sells… but Who's Buying? (1986). Je považován za jednoho z nejvlivnějších bubeníků thrash metalu, jelikož do něj zakomponoval prvky jazz fusionu.
Samuelsonova kariéra začala koncem 70. let v kapele The New Yorkers. Skupina existovala jen několik let a neví se, jestli vydala nějakou nahrávku. V roce 1984 se Samuelson setkal s Davem Mustainem a Davem Ellefsonem a byl přizván do Megadeth. Když se k trojici přidal kytarista Chris Poland, vznikla podle Mustainových slov „první opravdová sestava“ skupiny.
Samuelson v kapele působil jako bubeník do roku 1987, hrál na prvních dvou studiových albech, Killing Is My Business… and Business Is Good! a Peace Sells… but Who's Buying? a obou následných turné. Nakonec byl z kapely vyhozen kvůli své závislosti na drogách. Po odchodu z Megadeth hrál ve Fatal Opera spolu se svým bratrem Stewem, kytaristou. Podílel se na dvou demonahrávkách a dvou albech; členem zůstal až do své smrti.
Samuelson zemřel 14. července v Orange City na Floridě. Bylo mu teprve 41 let, příčinou smrti bylo patrně selhání jater. Bývalí spoluhráči z Megadeth mu v roce 2002 věnovali remaster svého debutového alba; Mustaine mu při vystoupení na Woodstocku 1999 věnoval píseň „Peace Sells“.